# 中华艺术大学
中华艺术大学，是1925年12月28日至1930年在上海开办的中国共产党领导的艺术类私立大学。

## 历史
1925年12月28日上海艺术大学一部分左倾师生，退出上海艺术大学创办中华艺术大学，1926年1月开始招生。校址初设于青云路，后迁至江湾路三山里93号，又迁窦乐安路233号(今多伦路201弄2号)。成为左翼文艺运动的中心。
- 校长陈望道
- 校务委员会主席：陈抱一
- 教务长夏衍
- 文学科(主任夏衍兼)
  - 中国文学系(主任陈望道兼)
  - 新闻系
- 绘画科(主任许幸之)
- 西洋画系(主任陈抱一兼)
- 中国画系
- 艺术教育科(主任丁衍镛)
- 音乐系(主任镜慕贞)
- 图画手工系(主任张联辉)
- 图案科

郑伯奇、彭康、冯乃超、李初梨、朱镜我、李铁声、王学文、钱杏邨、沈起予、沈叶沉(沈西苓)、王一榴(王敦庆)、卢炳炎、徐悲鸿、洪野等都在该校任教。1929年成立上海艺术剧社。1930年2月成立时代美术社。1930年3月2日中国左翼作家联盟在校礼堂举行成立大会。1930年8月中国左翼美术家联盟成立后设在该校。1930年该校停办。

## 纪念
- 中华艺术大学宿舍旧址
- 中国左翼作家联盟成立大会旧址